# Пелагоний
Пелагоний — древнеримский научный писатель-ветеринар. Жил в IV веке, писал на латыни. Какие-либо подробности его жизни неизвестны.
До нашего времени дошло его сочинение о ветеринарном искусстве («Ars veterinaria»), составленное из писем автора к знатным друзьям и посвящённое главным образом о болезнях лошадей с указанием рецептов. Написано это сочинение, по всей вероятности, во 2-й половине IV века. Для составления его автор пользовался из греческих писателей преимущественно Апсиртом и Эвмелом, из латинских (помимо писателей, чьи сочинения до нас не дошли) — Колумеллой, которого обыкновенно переписывает дословно, часто не указывая этого. Его работа была переведена на греческий язык в неизвестное время; фрагменты его труда были помещены в Corpus hippiatricorum Graecorum.
Из последующих писателей о том же предмете у Пелагония много заимствовал Вегеций. Сочинение Пелагония дошло до нас с пропусками; лучшая рукопись его — во Флоренции, в Biblioteca Riccardiana. Было издано Имом (Лейпциг, 1892). Современное издание было выпущено в Лейпциге в 1980 году. В 1989 году появились сведения об ообнаружении новых фрагментов книги.